# Karel Höger
Pour les articles homonymes, voir Höger.
Karel Höger, né le 17 juin 1909 à Brünn, alors en Autriche-Hongrie – mort le 4 mai 1977 à Prague, est un acteur tchécoslovaque,.

## Filmographie partielle

### Cinéma
- 1941 : Turbina (cs) d’Otakar Vávra
- 1941 : Za tichých noci (en) de Zdeněk Gina Hašler
- 1942 : Okouzlená (en) d’Otakar Vávra
- 1942 : Gabriela (en) de Miroslav Josef Krnanský
- 1943 : Čtrnáctý u stolu (cs) d’Oldřich Nový
- 1943 : Tanečnice (en) de František Čáp
- 1948 : Návrat domů (en) de Martin Frič
- 1948 : Krakatit (cs) d’Otakar Vávra
- 1949 : Mrtvý mezi živým (en) de Bořivoj Zeman
- 1953 : Les Vieilles Légendes tchèques de Jiří Trnka
- 1953 : Nástup (en) d’Otakar Vávra
- 1954 : Jan Hus d’Otakar Vávra
- 1955 : Jan Žižka d’Otakar Vávra
- 1961 : Kohout plaší smrt (cs) de Vladimír Čech
- 1962 : Le Baron de Crac de Karel Zeman
- 1963 : Lucie (en) de Karel Steklý
- 1968 : Já, spravedlnost (en) de Zbyněk Brynych
- 1973 : Noc na Karlštejně (cs) de Zdeněk Podskalský